# Улесов, Алексей Александрович
Алексей Александрович Улесов (1916—1997) — новатор советского производства, рабочий-электросварщик. Дважды Герой Социалистического Труда (1952, 1958).

## Биография
Родился 6 марта 1916 года на хуторе Генераловском 2-го  Донского округа области Войска Донского (ныне Котельниковского района Волгоградской области), русский. Ещё мальчишкой работал в колхозе подпаском, затем конюхом.
В[1930 году по комсомольской путёвке был направлен на учёбу в Сталинград, где в 1934 году окончил фабрично-заводское училище при Сталинградском тракторном заводе по специальности «слесарь». Был направлен на Сталинградскую ГРЭС, где освоил специальность электросварщика.
В 1939 году был призван в Красную Армию. Проходил службу на Дальнем Востоке, окончил школу младших командиров, был командиром миномётного расчёта. После начала Великой Отечественной войны подавал заявления о направлении на фронт, но в 1943 году был демобилизован и направлен на строительство военно-морской базы в Петропавловске-Камчатском. Там освоил очередную профессию — водолаза. Работал водолазом-электросварщиком, варил броню на кораблях и подводных лодках, строил портовые сооружения.
В 1948 году вернулся на родину. на строительство Цимлянской ГЭС. За время работы на стройке Улесов перевыполнял норму в 7-9 раз, в общей сложности наложил 58 километров швов, одновременно занимался подготовкой молодых сварщиков. В мае 1952 года как одному из самых знаменитых участников строительства именно ему было поручено сварить последний шов на стройке.
После окончания работ отправился в Ставрополь-на-Волге (ныне Тольятти), где начиналось строительство Волжской ГЭС им. В. И. Ленина. Здесь он, работая в «Куйбышевгидрострое», трудился до 1958 года, работал на строительстве водосброса, затем после начала работ в котловане возглавил новую бригаду сварщиков. Первым в стране освоил новый способ сварки, разработанный на Московском опытно-сварочном заводе — ванный (микрометаллургический процесс в условиях открытой стройплощадки, осуществляемый в бронзовых ванночках для скрепления арматуры несущих конструкций непосредственно при монтаже здания с помощью простого сварочного трансформатора). Эта технология в несколько раз сокращала расход дополнительного металла, вдвое уменьшала расход электроэнергии и электродов. Только в бригаде Улесова экономия достигала 1 миллиона рублей в год. Улесов же и стал руководителем созданных на стройке всесоюзных курсов по изучению нового способа сварки, позднее названного «улесовским»
С 1962 по 1966 год принимал участие в строительстве Асуанской плотины в ОАР, где тоже занимался подготовкой арабских сварщиков в учебном центре.
Позднее принимал участие в строительстве Волжского автозавода в Тольятти, Камского автозавода в Набережных Челнах .
В 1976 году вернулся в Волгодонск, где работал на строительстве Атоммаша, а затем Волгодонской ТЭЦ-2.
Жил в Волгодонске, где умер 14 октября 1997 года.

### Общественная деятельность
Член КПСС с 1947 года. Делегат XXI, XXII и XXV съездов КПСС.
Избирался народным депутатом Куйбышевского областного Совета и Тольяттинского городского Совета депутатов трудящихся. Был членом ЦК профсоюзов энергетиков.
В Волгодонске возглавлял городской совет по наставничеству.

## Память
- Бюст Улесова открыт на его родине — в хуторе Генераловском Котельниковского района.
- В 2015 году в Тольятти одна из планируемых улиц была названа именем Алексея Улесова[8].

## Награды
- Дважды Герой Социалистического Труда:
  - 19.09.1952 — за особо выдающиеся заслуги и самоотверженную работу по строительству и вводу в эксплуатацию Волго-Донского судоходного канала имени В. И. Ленина, Цимлянской гидроэлектростанции и сооружений для орошения первой очереди в 100 тысяч гектаров засушливых земель Ростовской области;
  - 09.08.1958 — за особо выдающиеся успехи в деле строительства Куйбышевской гидроэлектростанции, большой вклад, внесенный в разработку и внедрение новых прогрессивных приемов электросварки.
- Два ордена Ленина.
- Медали.
- Почётный гражданин Волгодонска.